# Carbonate de manganèse(II)
Le carbonate de manganèse est un composé de formule chimique MnCO3. Il est présent à l'état naturel sous la forme du minéral rhodochrosite, mais il est plus généralement synthétisé par l'industrie chimique et minière. C'est un solide de couleur rose pâle et insoluble dans l'eau. Environ vingt mille tonnes métriques ont été produites en 2005.

## Structure et fabrication

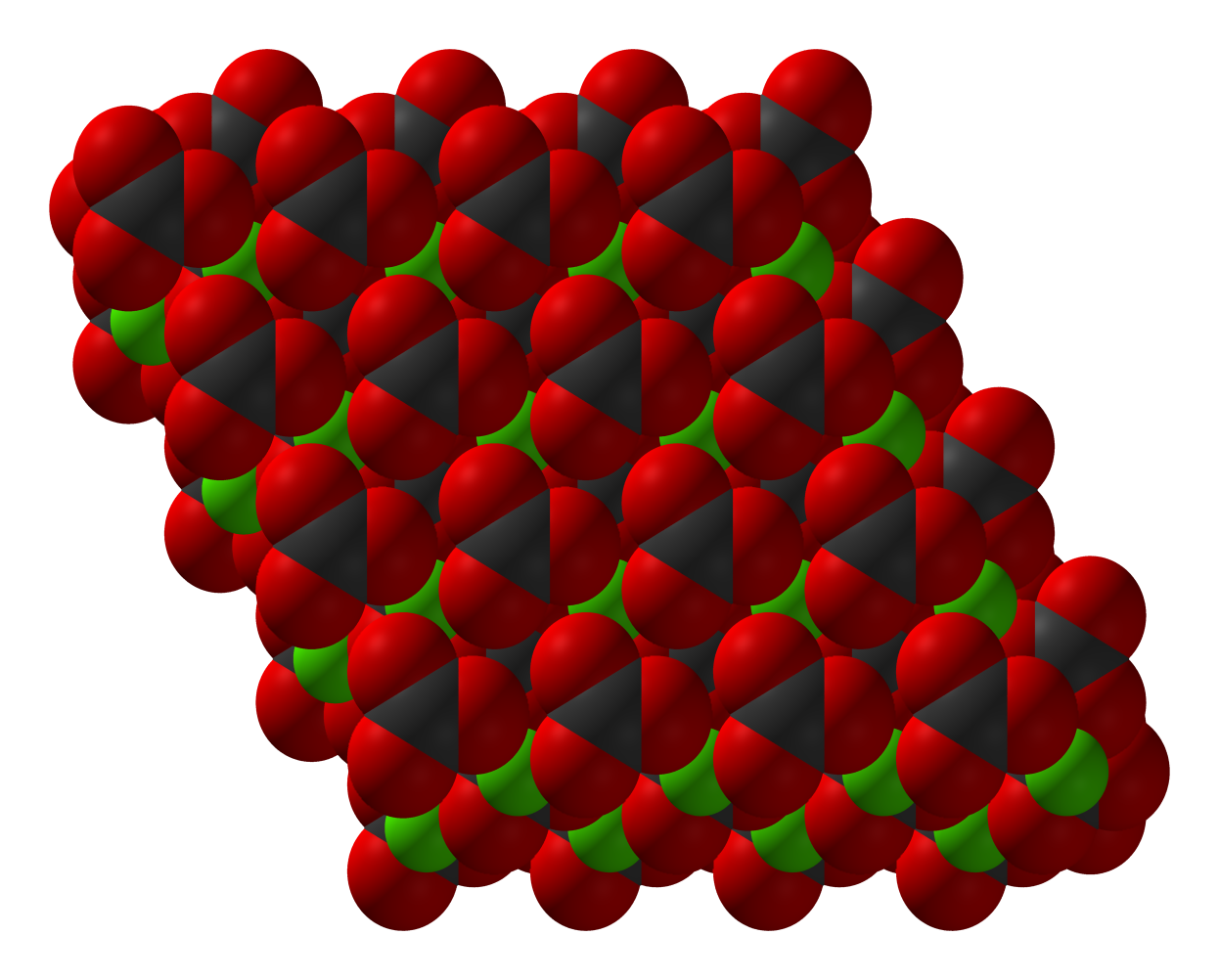
Structure cristalline du carbonate de calcium, CaCO3.

Le MnCO3 adopte une structure semblable à celle de la calcite, constituée d'ions de manganèse(II) dans une géométrie de coordination octaédrique.
Sa masse volumique est de 3,12 g/cm3[réf. souhaitée].
Le traitement de solutions aqueuses de nitrate de manganèse(II) avec de l'ammoniac et du CO2 provoque la précipitation de ce solide légèrement rose. Le sous-produit, le nitrate d'ammonium, est utilisé comme engrais.

## Réactions et utilisations

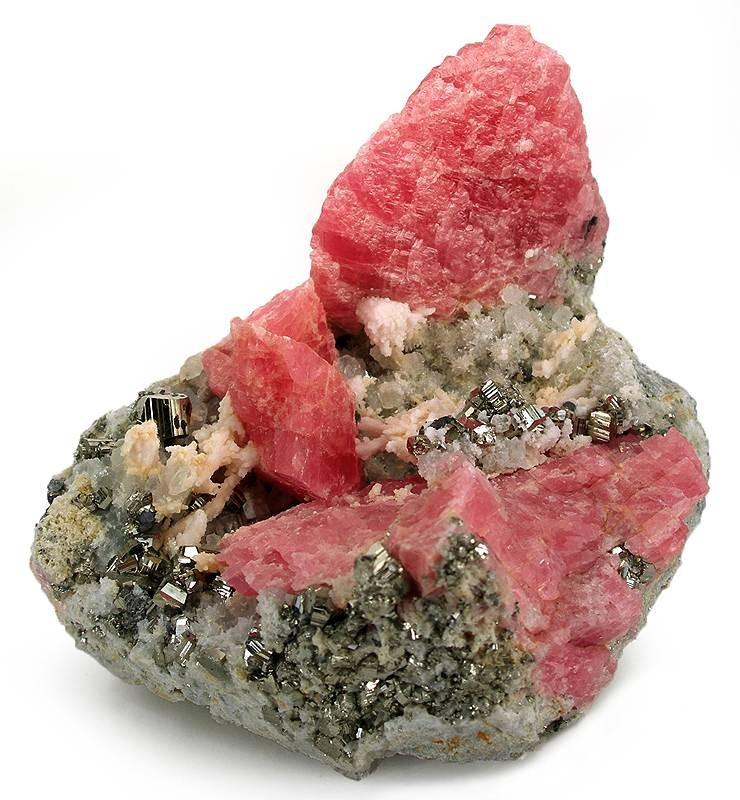
La rhodochrosite rose, la forme minérale de MnCO_{3}, est autant recherchée pour son usage que par les collectionneurs.

Le carbonate de manganèse est insoluble dans l'eau mais, comme la plupart des carbonates, s'hydrolyse avec des acides pour donner des sels solubles dans l'eau.
Le carbonate de manganèse se décompose avec dégagement de dioxyde de carbone, c'est-à-dire calcination, à 200 °C pour donner MnO1,88 :
MnCO3 + 0,44 O2 → MnO1,8 + CO2
Cette méthode est parfois utilisée dans la production de dioxyde de manganèse, un composant des piles sèches et pour les ferrites.
Le carbonate de manganèse est surtout utilisé comme additif aux engrais en remédiation de carences en manganèse dans les cultures. Il est également utilisé dans les aliments diététiques, dans la céramique comme colorant et fondant pour glaçure et comme pigment pour le béton teinté.
En médecine, on utilise ses qualités hématiniques, contre l'anémie par exemple.

## Toxicité
L'empoisonnement au manganèse, connu sous le nom de manganisme, est souvent causé par une exposition prolongée à la poussière ou aux fumées de manganèse.